# Halim Malkoč
Halim Malkoč (* 12. August 1917 in Sokolac zu Bihać; † 7. März 1947 in Bihać) war ein jugoslawischer Imam und SS-Hauptsturmführer in der 13. Waffen-Gebirgs-Division der SS „Handschar“. Für seine Beteiligung bei der Niederschlagung der Meuterei seines Bataillons in Villefranche-de-Rouergue im Jahr 1943, erhielt er vermutlich als erster Muslim während des Zweiten Weltkriegs, das Eiserne Kreuz.

## Leben

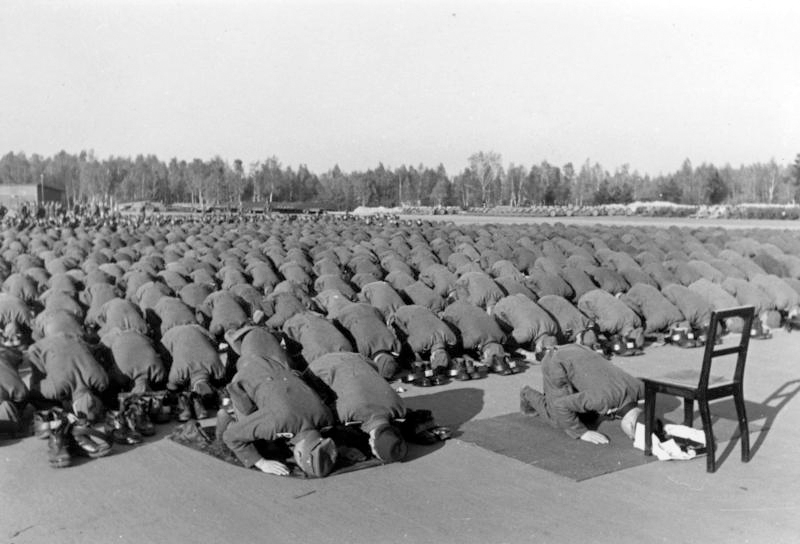
Bosnische Freiwillige in der Waffen-SS beim islamischen Gebet (November 1943).

Malkoč galt aufgrund seiner Dienstzeit als Offizier der königlich jugoslawischen Armee als begabter militärischer Führer. Zur Zeit des Überfalls der deutschen Wehrmacht auf Jugoslawien 1941 war er ein junger Imam in Bosnien. Zum 22. Juni 1943 trat er als Hauptsturmführer in die neu gebildete 13. Waffen-Gebirgs-Division der SS „Handschar“ ein und war dort Imam des SS-Gebirgs-Pionier-Bataillons 13. Im Juli 1943 wurde er mit weiteren bosnischen Ulema zu einer dreiwöchigen Imamschulung nach Dresden beordert, die von SS-Obergruppenführer Gottlob Berger und dem „Großmufti von Jerusalem“ Mohammed Amin al-Husseini organisiert worden war. Die Teilnehmer wurden in der Organisation der Waffen-SS und der deutschen Sprache geschult. Daneben wurde die Berliner Oper, das Schloss Babelsberg, Potsdam und der Nicholaisee besucht.
Während der Ausbildung seines Bataillons in französischen Ort Villefranche-de-Rouergue, inszenierten am 17. September 1943 kommunistische agents provocateurs eine Meuterei, bei der mehrere SS-Offiziere getötet wurden. Malkoč und der Truppenarzt Willfried Schweiger überzeugten die Meuterer aufzugeben und entwaffneten sie. Hierfür wurde Malkoč im Oktober 1943 das Eiserne Kreuz II. Klasse verliehen. Ein Jahr später wurde er zum Imam der gesamten Division befördert, nachdem der zunächst ernannte Imam Abdulah Muhasilović am 21. Oktober 1944 desertiert war.
Nach dem Krieg wurde Halim Malkoč von den Behörden des kommunistischen Jugoslawiens wegen Kollaboration mit der deutschen Besatzungsmacht zum Tod durch Hängen verurteilt und am 7. März 1947 in Bihać hingerichtet.